# Marc Parejo
Marc Parejo, all'anagrafe Marc Parejo Más (Barcellona, 16 ottobre 1981), è un attore e cantante spagnolo, noto per aver interpretato il ruolo dell'avvocato Felipe Álvarez-Hermoso nella soap Una vita.

## Biografia
Marc Parejo è nato il 16 ottobre 1981 a Barcellona; fin da piccolo ha studiato recitazione e musica.

## Carriera
Proprio grazie alla sua passione musicale ha mosso i primi passi nel mondo dello spettacolo con un'opera musicale al teatro Tivoli di Barcellona quando aveva soltanto dieci anni. Successivamente ha preso parte a diversi musical internazionali come Grease, Hair, Hoy no me puedo levantar e Marta tiene un Marcapasos.
Nel 2002 ha fatto la sua prima apparizione sul piccolo schermo nella serie catalana di TV3, Psico Express. Nello stesso anno ha recitato nella serie Temps de silenci. Nel 2007 e nel 2008 all'età di vent'anni mentre era impegnato nel tour di Grease, fu notato da un produttore che lo scelse per il ruolo di Jota nella serie El cor de la ciutat. Nel 2008 ha interpretato il ruolo di Pérez nel cortometraggio La autoridad competente diretto da Pedro Saldaña.
Nel 2009 si è unito al cast della seconda stagione di Yo soy Bea, nel ruolo di Ángel Nogales. Nel 2011 ha interpretato il ruolo di Juan Carlos Durán nella serie Amare per sempre (Amar en tiempos revueltos). Nello stesso anno ha recitato nelle serie Hospital Central (nel ruolo di David) e in La Riera (nel ruolo di Gerard).
Nel 2012 ha interpretato il ruolo di Pascual Álvarez Alonso nella serie Il segreto. Nello stesso anno ha recitato nella serie Toledo, cruce de destinos. Dal 2012 al 2014 ha interpretato il ruolo di José Luis nella serie La que se avecina. Nel 2013 ha recitato nella serie Escenas de matrimonio.
Dal 2015 al 2021 è entrato a far parte del cast della soap opera Una vita nel ruolo del protagonista, l'avvocato Felipe Alvarez Hermoso, fino alla conclusione della soap. Nel 2019 ha interpretato il ruolo di Jaime nel cortometraggio Camaleón diretto da Rubén Torrejón.
Oltre alla serie spagnola dal grande successo, Marc Parejo porta avanti l'opera teatrale 24 horas del la vida de una mujer.

## Filmografia

### Televisione
- Psico Express – serie TV (2002)
- Temps de silenci – serie TV (2002)
- El cor de la ciutat – serie TV, 6 episodi (2007-2008)
- Yo soy Bea – serie TV, 134 episodi (2008)
- Amare per sempre (Amar en tiempos revueltos) – serie TV, 41 episodi (2011)
- Hospital Central – serie TV, 1 episodio (2011)
- La Riera – serie TV, 1 episodio (2011)
- Il segreto (El secreto de Puente Viejo) – soap opera (2012)
- Toledo, cruce de destinos – serie TV, 1 episodio (2012)
- La que se avecina – serie TV, 5 episodi (2012-2014)
- Escenas de matrimonio – serie TV (2013)
- Cuéntame cómo pasó – serie TV, 2 episodi (2014)
- Una vita (Acacias 38) – soap opera, 545 episodi (2015-2021)
- Entre tierras - serie TV (2023)

### Cortometraggi
- La autoridad competente, regia di Pedro Saldaña (2008)
- Café, regia di Eva María Fernández (2012)
- Camaleón, regia di Rubén Torrejón (2019)

## Teatro
- Los Diez Negritos, diretto da Joan Guaski
- Terra Baixa, diretto da Joan Guaski
- Edipo Rey, diretto da Joan Guaski
- Los Entremeses de Cervantes, diretto da Joan Guaski
- Muertos sin Sepultura, diretto da Joan Guaski
- Romeo y Julieta, diretto da Albert Pueyo
- Un Poco de Arsénico por Compasión, diretto da Joan Guaski
- La Celestina, diretto da Joan Guaski
- La Africana (Musical), presso il Teatro Lliure
- Nou Memory (Musical), diretto da Ricard Reguant
- Pirats y Els Joglars Flotants (Musical), diretto da Luis Juanet
- Balansiyya (Musical), diretto da Carlos Veiga
- Hoy no me puedo levantar (Musical), diretto da Miquel Fernández Mario
- Grease (Musical), diretto da Ricard Reguant
- Cómplices (Musical), diretto da Andreu Castro
- Madre Paz di Darío Fo, diretto da Mª José Goyanes e Carlos Larosa
- Hair di Gerome Raqni e James Rado (Musical), diretto da Daniel Anglés
- My Fair Lady (Musical), diretto da Jaime Azpilicueta (2012)
- Marta tiene un Marcapasos (Musical di Hombres G.), diretto da Borja Manso (2013-2014)
- Excítame. El crimen de Leopold y Loeb di Stephen Dolginoff (Musical), diretto da José Luis Sixto (2014-2015)
- 24 Hores de la vida d'una dona, di Stefan Zweig, diretto da Ignacio García (2018-2020)
- Siveria, di Xabier Suárez, diretto da Adolfo Fernández (2020-2022)

## Musica
- Corista della cantante americana Katy Autrey
- Cantante solista del gruppo Marvin Mark

## Doppiatori italiani
Nelle versioni in italiano dei suoi film e delle sue serie TV, Marc Parejo è stato doppiato da:
- Renato Novara in Una vita[28]